# گاستون باشلار
گاستون باشلار (به فرانسوی: Gaston Bachelard) ریاضی‌دان، فیزیک‌دان، شاعر، فیلسوف و معرفت‌شناس قرن بیستم میلادی اهل فرانسه است.
او در زمینه شعر و فلسفه علم سهم بسزایی ایفا کرد. وی به مفاهیم «مانع معرفت شناختی» و «شکست معرفت شناختی» اشاره کرد. باشلار بر فیلسوفانی چون میشل فوکو، لوئی آلتوسر، دومینیک لکور و ژاک دریدا و جامعه‌شناسی چون پیر بوردیو اثر گذاشت.
از نظر باشلار، ابژۀ علمی باید ساخته شود و بنابراین، با توجه به اشکال متفاوت علوم پوزیتیویستی، اطلاعات در ساخت و ساز پیوسته‌است. تجربیات و عقلانیت به عنوان دوگانگی یا تضاد در نظر گرفته نمی‌شوند، بلکه مکمل هستند، بنابراین مطالعات پیشینی و پسینی، دلیل یا به عبارت دیگر دیالکتیکی و بخشی از تحقیقات علمی هستند.

## آثار
- روح تازهٔ علمی Le Nouvel Esprit scientifique, Alcan, 1934
- عقل‌گرایی کاربردی Le Rationalisme appliqué, PUF, 1949
- بوطیقای فضا La poétique de l'espace (1957) (The Poetics of Space, 1969 and 2014)